# 감충가
감충가(甘忠可, ? ~ ?)는 전한 말기의 술사로, 제군 사람이다.

## 행적
성제 때 위서 《천관력(天官曆)》·《포원태평경(包元太平經)》 12권을 지었다. 제자로 하하량(夏賀良)·정광세(丁廣世)·곽창(郭昌)을 두었다. 감충가는 이들에게 자신이 쓴 위서를 가르쳤다. 그러고는 이렇게 말하였다.
| “ | 한나라의 황실이 마침 하늘과 땅의 종말을 맞이하였으니, 마땅히 다시 천명을 받아야 할 것이다. 천제께서는 진인(眞人) 적정자(赤精子)를 내려보내시어 나에게 이 도를 가르치게 하셨다. | ” |

이에 중루교위(中壘校尉) 유향은 감충가가 귀신을 사칭하여 황제를 기만하고 민중들을 현혹시키고 있으니 그를 죽여야 한다고 상주하였다. 결국 감충가는 하옥되어 고문받다가 사람들을 거짓말로 속였다고 자백하였다. 그러나 채 판결이 나기도 전에 감충가는 옥중에서 병으로 죽었다.

## 출전
- 반고, 《한서》 권75 수양하후경익이전
- 순열, 《한기(漢紀)》 권28 효애황제기 上
- 사마광, 《자치통감》 권34 한기(漢紀) 26
  - 호삼성, 《자치통감음주》 권34 한기(漢紀) 26 효애황제 中
  - 조선 세종대왕 외, 《자치통감사정전훈의》 제12책
  - 엄연(嚴衍), 《자치통감보(資治通鑑補)》 권34 한기(漢紀) 26 효애황제 中
  - 백양(柏楊), 《백양판자치통감(柏楊版資治通鑑)》 제2집 〈후한흥망(後漢興亡)〉 혼군배출(昏君輩出) [기원전 5년]